# هربرت بيرنز
هربرت بيرنز (بالبرتغالية: Herbert Burns؛ مواليد 2 فبراير 1988) هو مُقاتل فنون قتالية مختلطة برازيلي.

## وصلات خارجية
- هربرت بيرنز على موقع يو إف سي (الإنجليزية)
- هربرت بيرنز على موقع شيردوغ (الإنجليزية)
- هربرت بيرنز على موقع Tapology.com (الإنجليزية)